# Dresdner Kolorismus

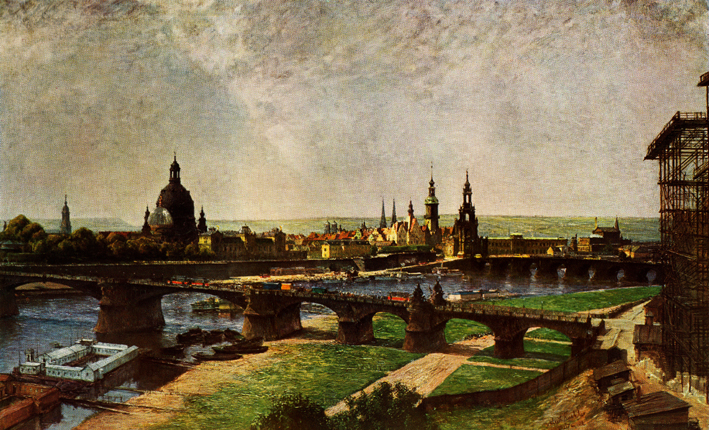
Gotthardt Kuehl, „Dresden oberhalb der Augustusbrücke“, Öl auf Leinwand, 1902

Als Dresdner Kolorismus wird eine Stilrichtung in der Malerei Dresdner Künstler bezeichnet, die dem Spätimpressionismus zuzurechnen ist. Die von der Moderne beeinflussten Werke entstanden vom ausgehenden 19. Jahrhundert an bis in die 1960er Jahre. Der Stil der Gemälde, deren gebrochene Farben oft mit Spachteln aufgetragenen wurden, wird auch als „leise Seite der Moderne“ bezeichnet.
Über den Direktor der Dresdner Königlichen Gemäldegalerie, Julius Hübner, wurde der Kolorismus der Düsseldorfer Malerschule in der zweiten Hälfte des 19. Jahrhunderts in Dresden populär. Beeinflusst von dieser und anderen internationalen Stilrichtungen der Zeit, dennoch künstlerisch unabhängig, entwickelte sich in Dresden eine ganz eigene Malerei.

„Wie fast überall begann auch hier einst alles damit, sich von der ‚Schwerlast eines akademischen Klassizismus‘, so Freitag, zu befreien. Doch zu extremen, radikalen künstlerischen Gegenpositionen kam es dadurch kaum. Vielmehr verstetigten sich die vornehme Bildkultur, Sinnlichkeit, und eine erlesene Malkultur. Von der Manifestation eines Spätstils sprach einst der Kunsthistoriker Fritz Löffler. Michael Freitag beschreibt diese lokalgebundene Besinnlichkeit als ‚ein letztes Glimmen in Schönheit.‘“

Ein beispielhafter Vertreter des Dresdner Kolorismus war Walther Beyermann, dessen virtuose Beherrschung des Lichtes und einer eher naturalistisch bis sachlichen Ausdrucksweise im Spannungsfeld zu impressionistischen Eindrücken steht. Weitere Künstler, die den Dresdner Kolorismus vertraten, waren Gotthardt Kuehl, Anna Elisabeth Angermann und Joachim Heuer. Andere Maler waren:
- Johannes Beutner („Blaues Wunder“, 1947)
- Fritz Beckert („Jüdenhof im Winter“, 1929; „Töpfergasse“, 1925; „Markttag in Pirna“, 1917)
- Louise Elisabeth Andrae („Neustädter Markt“, 1920)
- Harald Metzkes („Dimitroffbrücke“, 1953)
- Otto Altenkirch („Kornfelder“, 1912)
- Wilhelm Georg Ritter („Possendorf“ 1903)
- Oskar Seidel (Porträts der Schwestern und Brüder Metzner, 1894/1895)
- Gustav Meyer-Buchwald („Loschwitzer Mädchen“, 1907)
- Theodor Rosenhauer („Speckseite mit Brot“, 1949)

Das Avantgarde-Kunsthaus in Apolda zeigte im Jahr 2010 eine Ausstellung „100 Jahre Dresdner Kolorismus“.